# مرضیه وحید دستجردی
مرضیه وحید دستجردی (زادهٔ ۱۳۳۸) پزشک و سیاستمدار ایرانی است که از ۱۷ آذر سال ۱۴۰۳ به‌عنوان دبیر ستاد ملی جمعیت فعالیت می‌کند. او پیش از این در سال ۱۳۹۲ به سمت مشاور رئیس قوه قضائیه منصوب شد و در دولت دهم سمت وزیر بهداشت، درمان و آموزش پزشکی را بین سال‌های ۱۳۸۸ تا ۱۳۹۱ برعهده داشت. او همچنین نمایندهٔ دوره‌های چهارم و پنجم مجلس شورای اسلامی و مدیر روابط دانشگاهی و امور بین‌الملل دانشگاه علوم پزشکی تهران بوده است. وی همچنین عضو هیئت علمی گروه زنان و زایمان دانشگاه تهران با سمَت دانشیار است.
وی با حکم سید علی خامنه‌ای، رهبر جمهوری اسلامی، در تاریخ ۱۶ فروردین ۱۳۹۴، عضو هیئت امنای کمیته امداد امام خمینی شد. او از مطرح‌کنندگان «طرح تفکیک جنسیتی در بیمارستان‌ها» است. دستجردی با طرح پیوستن ایران به کنوانسیون امحای کلیه اشکال تبعیض علیه زنان مخالفت کرده است.
وحید دستجردی نخستین وزیر زن در تاریخ جمهوری اسلامی ایران بوده است. هم‌چنین پس از فرخ‌رو پارسا و مهناز افخمی، وحید دستجردی سومین زن در تاریخ ایران است که وزیر شده است.

## زندگی شخصی و خانواده
دستجردی در سال ۱۳۳۸ در خانواده‌ای اصفهانی در تهران متولد شد. پدر او سیف‌الله وحید دستجردی پنجمین رئیس جمعیت هلال احمر جمهوری اسلامی ایران بود که در ۱۳۷۸ درگذشت. خواهر او الهه وحید دستجردی رئیس دانشکده دندانپزشکی دانشگاه علوم پزشکی شهید بهشتی و رئیس کلینیک دندان‌پزشکی خبرنگاران است. او برادرانی با نام‌های حمید و احمد دارد. یکی از برادرانش سردار و رئیس بنیاد تعاون سپاه پاسداران است. همسر او، نخستین، مشاور وزیر بهداشت در امور دندانپزشکی بود. دختر اول او پزشک و دختر دومش کارشناس ارشد ارتباطات اجتماعی است.
محمد اصفهانی پسرخالهٔ اوست.

## تحصیلات
مرضیه وحید دستجردی در سال ۱۳۵۴ در ۱۶ سالگی تحصیلاتش را در رشته پزشکی در دانشکده پزشکی دانشگاه علوم پزشکی تهران آغاز کرد و در سال ۱۳۶۲ دکترای عمومی پزشکی را دریافت نمود. در سال ۱۳۶۷ بورد تخصصی خود را در رشته جراحی زنان و زایمان از همین دانشگاه دریافت کرد، سپس طرح خدمت خود را به مدت دو سال به عنوان متخصص زنان و زایمان در بیمارستان امیرالمؤمنین علی گراش فارس گذراند.

## سوابق
- نمایندهٔ مجلس شورای اسلامی در دوره‌های چهارم و پنجم
- مدیر روابط دانشگاهی و امور بین‌الملل دانشگاه علوم پزشکی تهران
- عضو هیئت امنای دانشگاه علوم پزشکی فاطمیه قم (در سال ۱۳۸۱ منحل شد)

## وزارت بهداشت، درمان و آموزش پزشکی
محمود احمدی‌نژاد در ابتدای دورهٔ دوم ریاست جمهوری خود در سال ۱۳۸۸، برای اولین بار در تاریخ جمهوری اسلامی سه زن از جمله مرضیه وحید دستجردی را برای کسب رای اعتماد به عنوان وزیر به مجلس شورای اسلامی معرفی کرد.
مخالفت‌های زیادی با استناد به تفاسیر و احادیث در مورد وزارت زن مطرح گردید. در روز سه‌شنبه ۱۵ مرداد ۱۳۸۸، با ارایهٔ پیشنهاد وزارت او توسط محمود احمدی‌نژاد به مجلس شورای اسلامی، این پیشنهاد به بررسی گذاشته شد و دو روز بعد در جلسهٔ رأی‌گیری، از مجموع ۲۸۶ رأی گرفته شده، با ۱۷۵ رأی موافق، ۲۹ رأی ممتنع و ۸۲ رأی مخالف، موفق به کسب رأی اعتماد از مجلس برای وزارت بهداشت، درمان و آموزش پزشکی شد. دو زن دیگر از کسب رای اعتماد مجلس بازماندند.

### ابطال آزمون دستیاری
وحید دستجردی، در سال ۱۳۸۸، در پی اعتراض عده‌ای از پزشکان شرکت‌کننده در آزمون دستیاری و جنجال‌ها دربارهٔ فروش سؤالات آزمون دستیاری پزشکی، سی و هفتمین دورهٔ این آزمون را که در ۲۹ بهمن ۱۳۸۸ برگزار شده‌بود باطل کرد. هم‌چنین همهٔ مقامات مرکز سنجش پزشکی، از سمت خود برکنار شدند و وعده شد به این موضوع رسیدگی شده و مسببان افشای سؤالات، دادگاهی شوند. برای پاسخ‌گویی به افکار عمومی و نمایندگان مجلس، باقر لاریجانی رئیس شورای سیاستگذاری وزارت بهداشت از سوی وحید دستجردی، مسئول پاسخگویی به پرسش‌ها دربارهٔ موضوع ابطال آزمون دستیاری شد.
اطلاعیه‌ای که از سوی وزارت بهداشت دربارهٔ ابطال این آزمون صادر شده بود به این شرح بود:
نظر به التزام قانونی و اخلاقی وزارت بهداشت، درمان و آموزش پزشکی نسبت به سلامت برگزاری آزمون مهم و حساس پذیرش دستیار تخصصی، رعایت عدالت و مقررات و قوانین مربوط به برگزاری این آزمون، به اطلاع عموم داوطلبان شرکت‌کننده در آزمون دوره سی و هفتم می‌رساند: در بررسی اعتراضات و شکایات برخی از داوطلبان پس از برگزاری آزمون و وارد دانستن برخی از آن‌ها به دستور وزیر بهداشت درمان و آموزش پزشکی سی هفتمین دوره آزمون پذیرش دستیار تخصصی ابطال شد. از تاریخ صدور این اطلاعیه، همه دست‌اندرکاران مرکز سنجش آموزش پزشکی تا حصول نتیجه نهایی، پس از رسیدگی کامل به همه ابعاد موضوع از سمت‌های خود عزل می‌شوند. به داوطلبان توصیه می‌شود با حفظ آمادگی علمی، خود را برای شرکت در آزمون جایگزین که به زودی زمان آن اعلام خواهد شد، مهیا کنند. جزئیات برگزاری آزمون جدید دستیاری در اطلاعیه‌های بعدی اعلام می‌شود.
آزمون جایگزین، در ۱۳ اسفند همان سال برگزار شد.

#### واکنش نمایندگان مجلس

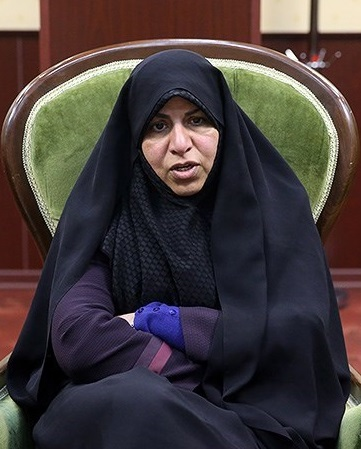

درپی جنجال‌ها دربارهٔ افشای سؤالات و ابطال آزمون، نمایندگان مجلس شورای اسلامی به این موضوع واکنش نشان دادند. کمیسیون بهداشت و درمان مجلس اعلام کرد که موضوع را به‌طور جدی پیگری کرده و از وزارت بهداشت توضیح خواهد خواست. حسین‌علی شهریاری، نایب رئیس وقت این کمیسیون، ابطال آزمون را اقدام مناسبی از سوی وزیر دانست و در این باره گفت:
در سالهای گذشته هم موضوع تخلف در آزمون دستیاری مطرح بود و متأسفانه تقلب هم صورت گرفته بود اما با متخلفین برخورد نشد و افرادی هم بودند که با خرید سئوال دستیار شدند و اکنون هم ادامه می‌دهند. وزیر بهداشت کار خوبی را انجام داده است و به موقع این ابطال صورت گرفت. آزمونی باید برگزار شود و کسانی که زحمت کشیده‌اند و امتحان داده‌اند نگران نباشند. این بار یک کار اصولی انجام شده است و کلیه دست‌اندرکاران برکنار شده‌اند و قرار شده است آزمونی برگزار شود تا داوطلبان با فراغ بال در آن شرکت کنند و نگرانی از این بابت نداشته باشند.
عبدالجبار کرمی، دیگر عضو کمیسون بهداشت و درمان در مجلس، تخلفات اتفاق افتاده در آزمون را نتیجهٔ قصور وزارت بهداشت دانسته و در اظهارات خود، گفت که وزارت بهداشت باید تاوان این قصور را بدهد.
وی افزود که موضوع «با یک عذرخواهی» حل نمی‌شود و وزارت بهداشت باید رضایت داوطلبان آزمون را به‌طور جد جلب کند. وی گفت: «اگر وزارت بهداشت و مجلس، با متخلفین برخورد نکنند، رسالت واقعی خود را انجام نداده‌اند.»

### برکناری
از چند هفته پیش از ۷ دی‌ ۱۳۹۱، خبرهایی از برکناری احتمالی دستجردی مطرح شد. طرح انتقادهای از او در روزنامهٔ دولتی ایران مبنی بر مقاومت در برابر برکناری باقر لاریجانی —برادر علی لاریجانی رئیس مجلس شورای اسلامی، قائم مقام وزیر بهداشت و رئیس دانشگاه علوم پزشکی تهران— این موضوع را تقویت کرد. انتقاد از اختصاص ندادن ارز دولتی برای مصارف پزشکی و دارویی که با تکذیب احمدی‌نژاد روبه‌رو شد یکی از دلایل اختلاف میان وزیر بهداشت و رئیس‌جمهور عنوان شده است.
نهایتاً در ۷ دی، وحید دستجردی، به دستور محمود احمدی‌نژاد عزل و محمد حسن طریقت منفرد به عنوان سرپرست وزارت بهداشت، درمان و آموزش پزشکی منصوب شد. این در حالی بود که یک هفته پیش از این عزل محمدرضا رحیمی —معاون اول رئیس‌جمهور— گفته بود تا احمدی‌نژاد هست، وحید دستجردی هم هست. پس از این تغییر باقر لاریجانی از سمت خود به عنوان رئیس دانشگاه علوم پزشکی تهران استعفا کرد.

## پس از وزارت
دستجردی، پس از اتمام دورهٔ وزارت، صبح روز یک‌شنبه، ۱۶ دی ۱۳۹۱، به بیمارستان جامع بانوان آرش بازگشت.
او، از تاریخ ۱۶ فروردین ۱۳۹۴ با حکم سید علی خامنه‌ای، عضو هیئت امنای کمیته امداد امام خمینی است.
وحید دستجردی در سال ۱۴۰۳ طی حکمی از رئیس‌جمهور مسعود پزشکیان به‌عنوان دبیر ستاد ملی جمعیت انتخاب شد.